# Petrus Johannis Olivi
Petrus Johannis Olivi OFM (auch Peter Johann Oliva, * 1247/48 in Sérignan (Languedoc-Roussillon); † 14. März 1296/98 in Narbonne (Département Aude)) war ein französischer Theologe und Philosoph. Er gilt als großer Gelehrter des 13. Jahrhunderts und als einer der originellsten Denker der franziskanischen Tradition.

## Leben
Um 1260 trat Olivi in Béziers (Languedoc-Roussillon) in den Orden der Franziskaner ein. Nach Beendigung seiner Schulzeit studierte er von ca. 1267 bis 1272 in Paris – u. a. hörte er Vorlesungen bei Bonaventura von Bagnoregio und war Schüler von Wilhelm de la Mare, Johannes Peckham und Matthäus von Aquasparte –, erlangte dort aber nicht die Baccalauréats- und Magisterwürde.
Beeinflusst durch die Bewegung der südfranzösischen Spiritualen machte Olivi Bekanntschaft mit den Lehren von Joachim von Fiore und geriet daraufhin in Konflikt mit seinem Orden. Gerade in Fragen der evangelischen Vollkommenheit und der Armut des Ordens konnte sich Olivi mit seinen Ordensoberen nicht einigen. Diese Auseinandersetzungen führten um 1278 zur ersten Anzeige beim Ordensgeneral Girolami d’Ascoli, dem späteren Papst Nikolaus IV. Olivi konnte sich nicht nur rechtfertigen, sondern wurde später von Papst Nikolaus III. zur Mitarbeit an dessen päpstlicher Bulle Exiit qui seminat aufgefordert, in der u. a. die Auslegung von Ordensregeln thematisiert wurde.
Mit Duldung von Papst Martin IV. wurde 1282 in Paris ein weiterer Prozess gegen Olivi angestrengt, da man ihn wegen einzelner Aussagen seines Sentenzenkommentars der Häresie verdächtigte. Olivi widerrief öffentlich seine Ansichten, doch er konnte damit nicht verhindern, dass drei Jahre später das franziskanische Generalkapitel in Mailand  Olivis gesamtes schriftliches Werk verbot. Nach längeren Streit über die Auslegung seiner Schriften wurde Olivi 1287 durch das Generalkapitel von Montpellier wieder vollständig rehabilitiert. Noch im selben Jahr berief ihn der damalige Generalminister, Kardinal Matteo d’Acquasparta an das Ordenskolleg nach Florenz, wo er zwei Jahre lang als Dozent lehrte. 1289 ging Olivi in gleicher Funktion dann nach Montpellier, wo er bis kurz vor seinem Tod lehrte. Im Alter von ungefähr 56 Jahren starb Petrus Johannis Olivi 1296/1298 in Narbonne.
Nach seinem Tod ging man wieder heftiger gegen seine Lehren, Schriften und Schüler vor, vor allem der Ordensgeneral Giovanni Minio da Murovalle, der seine Schriften erneut verbieten ließ. Der Spiritualenstreit dauerte an und die Bewegung der Beginen, die sich auf Olivi beriefen, wurde immer stärker und entfremdete sich zunehmend von der Römischen Kirche. Das Konzil von Vienne (1311–12) versuchte vergeblich seine Verurteilung als Häretiker zu erreichen, doch wurde zumindest seine Apokalypsenpostille 1326 von Johannes XXII. als häretisch verworfen. Mittlerweile war auch die zunehmende Verehrung Olivis bekämpft worden. 1318 wurde sein Grab zerstört und sein Leichnam an anderer Stelle beigesetzt.

## Lehre
Olivis umfangreiches Werk beschreitet vielfach neue Wege. Er betonte unter anderem die aktive Ausrichtung des Intellekts und des Willens, deren Akte auf eine innere Bewegung des Bewusstseins zurückgehen und vollzog damit eine Wende von Objekt zum Subjekt. Er betont die Bedeutung der Freiheit, die er als das Wesen des Willens sieht, und der Selbstreflexion.
In der Naturphilosophie ist er der erste scholastische Vertreter der anti-aristotelischen Impetustheorie, die mit einem neuen wissenschaftlichen Konzept der Kraft einhergeht. Verwandt mit seiner Impetustheorie ist Olivis neuartige Konzeption des Verhältnisses von Leib und Seele, bei der auch die im Christentum vielfach rezipierte stoische Lehre der „rationes seminales“ („Keimkräfte“) eine Rolle spielt.
In der Auseinandersetzung um die Position von Thomas von Aquin, die der Geistseele sei die substanzielle Form des Körpers („anina forma corporis“) spielte er eine bedeutende Rolle. Er sah die Seele sehr eng, aber nicht unmittelbar mit dem Leib verbunden. Ob das Konzil von Vienne, auf dem der Disput behandelt wurde, am Ende die Position von Thomas von Aquin bestätigt, ist behauptet worden, jedoch umstritten.
Olivis Tractatus de contractibus (1293–1295) gilt als wichtiger Meilenstein in der Geschichte des ökonomischen Denkens. In ihm formuliert Olivi eine für die damaligen Verhältnisse moderne Theorie des Preises und des Kapitals (im Unterschied zum Geld). Das Kapital hat laut Olivi über seinen Kernwert hinaus „eine gewisse samenartige Bestimmtheit zur Gewinnerzeugung“ („quandam racionem seminalem lucri“). Das Kapital hat, ähnlich wie der Wurfgegenstand in der Impetustheorie und die Keimkräfte, einen „dynamischen“ Faktor. Praktisch gesprochen ist es etwas anderes, Kapital in ein Fernhandelsgeschäft zu investieren und hierfür eine Risikoprämie zu erwarten, als einem Mitmenschen in einer Solidargemeinschaft Geld zu leihen. Dem Kapitalgeber ist nicht nur der einfache Wert zu erstatten, sondern auch noch ein Mehrwert (valor superadiunctus). Durch dieses Konzept wird das scholastische Zinsverbot gedanklich in Frage gestellt.

## Theologische Einordnung und Nachwirken
Das Denken des Petrus Johannis Olivi ist zutiefst den Ideen der franziskanischen Spiritualen verhaftet. Das Ziel des christlichen Lebens ist die evangelische Vollkommenheit, der Weg dahin die contemplatio, die Einsenkung in Gott und die Betrachtung alles Geschöpflichen aus dem Licht Gottes heraus, die ihn auch zu einer Ablehnung eines rein innerweltlichen Kultur- und Wissensbegriff kommen ließ. Seine Schriften sind biblisch geprägt und handeln von der Abhängigkeit des Menschen vom göttlichen Heilswerk in der Teilhabe an den Sakramenten und dem sich daraus ergebenden Gehorsam in Liebe. Problematisch für die damalige Kirche waren vor allem seine auf Joachim von Fiore beruhende apokalyptische Zeitenlehre, die einer Vervollkommnung und reformatio der Kirche, hin zu einer hierarchielosen, vollkommen monastisch geprägten Kirche führen sollte.
In abgewandelter Form sind seine Ideen bei Duns Scotus, Wilhelm von Ockham, sowie auch bei Martin Luther zu finden; seine asketischen Anschauungen dagegen bei Johannes von Capestrano und Bernhardin von Siena.
Einem breiten Publikum ist Petrus Johannis Olivi sicherlich durch die Behandlung des Spiritualenstreits in Umberto Ecos Roman „Der Name der Rose“ bekannt.

## Ausgaben
- Über die menschliche Freiheit. Lateinisch/deutsch. Übersetzt und eingeleitet von Peter Nickl, Freiburg 2006 (Quaestio 57 zum zweiten Buch der Sentenzen).
- Traité des contrats, ed. Sylvain Piron, Paris 2012